# Цистицерк
Цистице́рк  — одна из разновидностей личиночной стадии развития — финн некоторых ленточных червей. Схожа с цистицеркоидом. Внешне похожа на пузырёк с втянутой внутрь головкой (сколексом), снабжённой присосками и иногда крючьями. Развивается в любом органе (мышцах, мозге, глазу) промежуточного хозяина из онкосферы. Когда цистицерк попадает в окончательного хозяина (например, человека), головка выворачивается вовнутрь, и цистицерк становится взрослым червём. 
Характерен для большинства цепней, к примеру, свиного и бычьего.